# Radio Data System
Radio Data System (RDS) je systém určený k přenosu doplňkových informací v sítích VKV FM rádiových vysílačů.

## Služby RDS
V RDS existuje několik služeb, tj. druhů přenášených informací. Ty jsou zpracovávány přijímačem obvykle formou zobrazovaných dat nebo přepnutím funkce. Mezi základní služby (kódy) patří:
- PS: Program Service - Název rozhlasové stanice neboli identifikace přijímaného okruhu. Název programu je určen jen pro zobrazení na displeji přijímače. Délka je 64 bitů tj. 8 alfanumerických znaků podle normy ISO 646.
- PI: Program Identification - Identifikace stanice pomocí unikátního kódu (4místný hexadecimální). Tento kód není zobrazován a slouží pro identifikaci a používá se jako identifikace stanice například při přelaďování na jiný vysílač.
- AF: Alternative Frequencies - Alternativní frekvence slouží k automatické přelaďování přijímače (například při jízdě autem) na stále stejnou stanici
- RT: Radiotext - přenos krátkých textových zpráv na display rádia. Může obsahovat až 64 znaků. V RT je přenášen buď statický text (slogan stanice), nebo dynamický obsah (název právě hrané skladby).
- PTY: Program Type - typ programu. Číslo od 0 do 31 označuje typ přenášeného programu.
- TP: Traffic - Program identification, identifikace programu který přenáší dopravní informace
- TA: Traffic - Announcement identification - Informace o tom že je právě teď vysílána dopravní informace. Tato hlášení způsobí např. zastavení přehrávání CD nebo kazety a pustí se automaticky poslech rádia
- CT: Clock-Time and date - přenos času a data
- EON: Enhanced Other Networks - informace o dalších rozhlasových sítích. Přenáší se další frekvence jiných sítí.

Další služby (kódy) nemající souvislost s programem:
- DGPS - Diferenciální GPS je jeden ze způsobů, kterým lze zpřesnit výsledky měření v systému GPS.
- RP: Radio Paging - rádiový paging přenos krátkých textových zpráv pro majitele pagerů
- TMC: Traffic Message Channel - přenos dopravních informací sloužících např. pro navigaci.

## Přenos dat pomocí RDS
Data se zakódují a pak se přenášejí s rychlostí 1187,5 bit/s dvoustavovou fázovou modulací PSK na 57 kHz. Šířka pásma datového toku RDS je omezena filtrem na šířku která je k dispozici tj. 57 kHz ± 2,4 kHz. Tento filtr se nachází i v přijímači a slouží k potlačení rušení. Rychlost přenosu 1187,5 bit/s ± 0,125 bit/s byla stanovena jako násobek 57 kHz (dříve používaný systém dopravních hlášení ARI) a tím i násobek pilotního kmitočtu 19 kHz. Pevným fázovým vztahem s pilotním kmitočtem se zabraňuje případnému rušení stereofonního signálu.

## RDS-TMC
RDS-TMC (Radio Data System - Traffic Message Channel) je služba, která je určena k poskytování dopravních a cestovních informací před a během jízdy řidiči. Tato služba integruje veškeré relevantní informace a poskytuje tak řidiči možnost optimalizovat svoji trasu.

### RDS-TMC v Česku
V Praze bylo šíření signálu RDS-TMC zajištěno do roku 2017 prostřednictvím rádia Plus na frekvenci 92,6 FM a Českým rozhlasem Radiožurnál na frekvenci 94,6 FM. Na většině území ČR je možné přijímat dopravní informace na frekvencích celoplošné stanice Český rozhlas - Vltava.

### RDS-TMC a Navigace
Poskytování dopravních informací je zcela zdarma a investice spočívá tedy jen v koupi navigace, ale pro příjem signálu RDS-TMC nestačí jen mít navigaci s touto funkcí. Je důležité, aby navigační přístroj obsahoval mapové podklady dané oblasti a databázi předem definovaných pozic možných dopravních událostí na silniční síti, tzv. lokační tabulky. Obě dvě tyto datové sady bývají obvykle umístěny na tzv. „navigačním CD“.
Navigace nabízí plno základních funkcí kromě znalosti aktuální dopravní situace lze rovněž využít výhod automatizovaného zpracování – takzvané „dynamické navigace“. Navigační přístroj ve vozidle po zadání startu a cíle cesty vypočítá optimální trasu s ohledem na rychlost jízdy, preferovanou třídu komunikací a další parametry zadané řidičem (místa na trase, která chce projet, apod.). Pokud se na trase, kterou je řidič veden k cíli, objeví dopravní problém s příznakem doporučené objížďky, přepočítá navigační přístroj během jízdy doporučenou trasu tak, aby se řidič vyhnul dopravnímu problému.